# Cheshire, Ohio
Cheshire là một làng thuộc quận Gallia, tiểu bang Ohio, Hoa Kỳ. Năm 2010, dân số của làng này là 132 người.

## Dân số
- Dân số năm 2000: 221 người.
- Dân số năm 2010: 132 người.